# Matt Jarvis (Fußballspieler)
Matthew Thomas „Matt“ Jarvis (* 22. Mai 1986 in Middlesbrough) ist ein englischer Fußballspieler. Der auf beiden Mittelfeldaußenpositionen – vorzugsweise auf der linken Seite – einsetzbare Flügelspieler wurde beim unterklassigen FC Gillingham ausgebildet und steht seit der Saison 2015/16 beim aktuellen Zweitligisten Norwich City unter Vertrag.

## Sportlicher Werdegang
Matthew Jarvis wurde in der Stadt Middlesbrough geboren und ist Teil einer sportbegeisterten Familie. Beide Elternteile – Nicky und Linda Howard – waren erfolgreiche Tischtennisspieler, dabei in der aktiven Karriere jeweils die Nummer 1 in der britischen Rangliste und riefen anschließend ein Tischtennisausrüstungsgeschäft mit dem Namen „Jarvis Sport“ ins Leben, das sie 1986 ins südenglische Guildford verlegten. Sohn Matthew entschied sich jedoch früh für den Fußball und versuchte sich anfänglich in der Jugendabteilung des Londoner Vereins FC Millwall. Dort ließ man ihn jedoch wieder gehen; stattdessen versuchte er sein Glück in der Grafschaft Kent beim FC Gillingham. Im Alter von 17 Jahren debütierte er als Einwechselspieler beim Zweitligisten am 4. November 2003 gegen den AFC Sunderland, das durch eine Grippewelle bei den „Gills“ begünstigt worden war  und mit einer 1:3-Heimniederlage endete. Der zweite Einsatz folgte am 24. Januar 2004 anlässlich der 1:3-Niederlage im FA Cup beim FC Burnley und plötzlich fand er sich zwischen März und Anfang Mai 2004 – also noch vor seinem 18. Geburtstag – dauerhaft in der Funktion als Ergänzungsspieler in der ersten Mannschaft wieder. Dazu kam, dass Jarvis in der Jugendmannschaft des FC Gillingham eine erfolgreiche Saison 2003/04 spielte und im FA Youth Cup bin ins Achtelfinale vorrückte. Belohnt wurde dieser Entwicklungsschritt mit dem ersten Profivertrag unter Trainer Andy Hessenthaler, der eine Laufzeit über drei Jahre beinhaltete.
Der Weg vom „Joker“ zum Stammspieler folgte in der Spielzeit 2004/05, als Jarvis trotz einer verletzungsbedingten Pause nach einer Leistenoperation zwischen Januar und Februar 2005 insgesamt 30 Ligaspiele absolvierte. Gegen seinen späteren Klub Wolverhampton Wanderers hatte er dabei am 30. Oktober 2004 seinen ersten Treffer zum 1:0-Sieg erzielt; dennoch endete das „Durchbruchsjahr“ enttäuschend mit dem Abstieg der Gills in die drittklassige Football League One. Jarvis blieb seinem Verein in der dritten Liga treu, entwickelte sich vom Stamm- zum Schlüsselspieler und erzielte mit sieben Toren die bis heute beste Saisonausbeute in seiner Karriere. Zu seinen Stärken, die er zumeist als „Rechtsfuß“ auf der linken Flügelposition ausspielte, gehörten in dieser Saison vor allem die Antrittsschnelligkeit, mit der er den jeweils gegnerischen Außenverteidiger zu übersprinten oder diesen mit kurzen Körpertäuschungen auszuspielen pflegte (eine Fähigkeit, die nur wenigen Spielern in der dritthöchsten Liga Englands in ähnlicher Qualität zur Verfügung stand). Trotz seiner mit knapp über 1,70 Meter geringen Körpergröße zeigte sich Jarvis zudem überdurchschnittlich kopfballstark. Zur Mitte der Spielzeit 2006/07 bot der FC Gillingham seinem vielleicht besten Talent einen neuen Vertrag an, der nach eigenen Angaben lukrativer als der jedes anderen Spielers dieses Alters in der Geschichte des FC Gillingham gewesen sein soll. Jarvis lehnte das Angebot aber genauso ab wie einen vorzeitigen Wechsel während der Winterpause zu Zweitligist Plymouth Argyle oder auf Leihbasis im März zu Drittligakonkurrent Nottingham Forest. Der Verhandlungspoker setzte sich zum Saisonende fort und nach einem gescheiterten Angebot des Zweitligisten Charlton Athletic sowie einer erneut verbesserten Offerte des FC Gillingham entschied sich Jarvis, der im April 2007 in die „Mannschaft des Jahres“ der drittklassigen Football League One gewählt worden war, für die Wolverhampton Wanderers. Dort unterzeichnete er einen Zweijahresvertrag, mit der Option auf eine Verlängerung um eine weitere Spielzeit.
Sein Debüt bei den „Wolves“ verzögerte sich aufgrund von Hüft- und Leistenproblemen während der Saisonvorbereitung bis zum 20. Oktober 2007, als er gegen Charlton Athletic in der 88. Minute zu seinem ersten Kurzeinsatz kam. Er spielte sich nach der vollen Regeneration in die Stammformation und kam letztlich in der Saison 2007/08 auf 27 Pflichtspieleinsätze. Auch zu Beginn der Aufstiegssaison 2008/09 zog sich Jarvis eine Achillessehnenverletzung zu, die ihn sechs Wochen lang außer Gefecht setzte; er kehrte am 6. Dezember 2008 in das Team zurück. Im Februar 2009 verlängerte Jarvis seinen Kontrakt bei den Wolverhampton Wanderers bis zum Ende der Saison 2011/12.
Am 24. August 2012 wechselte Jarvis innerhalb der Liga zu West Ham United. Er unterschrieb beim Klub aus London einen Fünfjahresvertrag bis zum 30. Juni 2017.